# Cuauhtémoc, Distrito Federal
Cuauhtémoc là một đô thị thuộc bang Distrito Federal, México. Năm 2005, dân số của đô thị này là 521348 người.